# Lleòncia (filla de Lleó I)
Lleòncia, en llatí Leontia Porphyrogenita, nascuda el 457 i morta el 479 amb 22 anys, era filla de l'emperador romà d'Orient Lleó I el Traci i de la seva esposa Èlia Verina. Era la germana petita d'Èlia Ariadna, però, a diferència de la seva germana, podia reclamar el tron reial perquè era porfirogènita, ja que va néixer durant el primer any del regnat del seu pare.
Lleó I, que havia ascendit al tron per mèrits militars, no tenia lligams familiars amb l'aristocràcia, i va utilitzar el matrimoni de les seves filles per reforçar la seva posició. Èlia Ariadna s'havia casat amb el general isàuric Tarasikodissa (el futur emperador Zenó). El casament de Lleòncia es va acordar amb un altre membre de l'exèrcit, el fill del magister militum l'alà Flavi Ardabur Aspar. Però amb l'anunci del matrimoni entre Lleòncia i Flavi Juli Patrici, el fill d'Aspar, van esclatar disturbis populars l'any 470. Per al clergat i el poble de Constantinoble, el fet que de Patrici que era arrià es pogués convertir en emperador era inacceptable. Els disturbis només van cessar quan Aspar i Lleó I van prometre als bisbes de la ciutat que Patrici es convertiria a la religió ortodoxa abans de ser emperador i que només després de la conversió es casaria amb Lleòncia.
El 471, Juli Patrici va desaparèixer de les cròniques. El seu pare Flavi Ardabur Aspar i el seu germà Ardabur van ser assassinats aquell any a instàncies de Lleó I. Lleòncia es va casar llavors amb Marcià, fill de l'emperador romà d'Occident Procopi Antemi. El matrimoni va posar en relació les dues cases reials d'Orient i d'Occident. Però Procopi Antemi va morir l'any 472, i va ser succeït per Olibri. Amb la mort de Lleó I el Traci el 474, Zenó va ascendir al tron oriental amb el seu fill i hereu legítim Lleó II. Marcià i Lleòncia van organitzar una revolta contra Zenó l'any 479, impulsada pel dret de successió de Lleòncia sobre Èlia Ariadna ja que era porfirogènita, mentre que la seva germana hauria nascut abans que el seu pare fos emperador, però la revolta va ser sufocada i Marcià i Lleòncia es van exiliar a Isàuria.